# 28108 Sydneybarnes
28108 Sydneybarnes este un asteroid din centura principală de asteroizi.

## Descriere
28108 Sydneybarnes este un asteroid din centura principală de asteroizi. A fost descoperit pe 17 septembrie 1998 la Stația Anderson Mesa în cadrul programului LONEOS. Asteroidul prezintă o orbită caracterizată de o semiaxă mare de 2,22 ua, o excentricitate de 0,14 și o înclinație de 4,6° în raport cu ecliptica.